# Caryanda (orthoptère)
Pour les articles homonymes, voir Caryanda.
Genre
Taxons de rang inférieur
- O. amplexicerca Ou, Liu & Zheng, 2007
- O. dentata Mao & Ou, 2006
- O. viridis (Zheng & Mao, 1996)

Synonymes
- Austenia Ramme, 1929
- Austeniella Ramme, 1931
- Dibastica Giglio-Tos, 1907
- Garyanda Wang & Zheng, 2000
- Qinshuiacris Zheng & Mao, 1996
- Sinocaryanda Mao & Ren, 2007
- Tszacris Tinkham, 1940

Caryanda est un genre d'insectes orthoptères, de la famille des Acrididae (sous-famille des Oxyinae, tribu des Oxyini).

## Liste des espèces
- Caryanda amplexicerca Ou, Liu & Zheng, 2007
- Caryanda cyanonota Mao & Li, 2015
- Caryanda shuangjinga Mao & Li, 2015
- Caryanda cyclata Zheng, 2008
- Caryanda dentata Mao & Ou, 2006
- Caryanda jiangchenga Mao, Niu & Zheng, 2015
- Caryanda albomaculata Mao, Ren & Ou, 2007
- Caryanda dehongensis Mao, Xu & Yang, 2003
- Caryanda eshana Mao, 2015
- Caryanda viridis (Zheng & Mao, 1996)
- Caryanda albufurcula Zheng, 1988
- Caryanda amplipenna Lian & Zheng, 1989
- Caryanda atrogeniculata Zheng, Lin, Deng & Shi, 2015
- Caryanda aurata Mao, Ren & Ou, 2007
- Caryanda azurea Gorochov & Storozhenko, 1994
- Caryanda badongensis Wang, 1995
- Caryanda bambusa Liu & Yin, 1987
- Caryanda beybienkoi Storozhenko, 2005
- Caryanda brachyceraea Li, 2006
- Caryanda byrrhofemura Zheng & Zhong, 2005
- Caryanda cachara (Kirby, 1914)
- Caryanda cultricerca Ou, Liu & Zheng, 2007
- Caryanda curvimargina Zheng & Ma, 1999
- Caryanda cylindrica (Ramme, 1929)
- Caryanda damingshana Zheng & Li, 2001
- Caryanda flavomaculata Bolívar, 1918
- Caryanda fujianensis Zheng, 1996
- Caryanda glauca Li, Ji & Lin, 1985
- Caryanda gracilis Liu & Yin, 1987
- Caryanda guangxiensis Li, Lu, Jiang & Meng, 1995
- Caryanda gulinensis Zheng, Shi & Chen, 1994
- Caryanda gyirongensis Huang, 1981
- Caryanda haii (Tinkham, 1940)
- Caryanda hubeiensis Wang, 1995
- Caryanda hunana Liu & Yin, 1987
- Caryanda jinzhongshanensis Jiang & Zheng, 1995
- Caryanda jiulianshana Fu & Zheng, 2003
- Caryanda jiuyishana Fu & Zheng, 2000
- Caryanda lancangensis Zheng, 1982
- Caryanda longhushanensis Li, Lu & You, 1996
- Caryanda macrocercusa (Mao & Ren, 2007)
- Caryanda methiola Chang, 1939
- Caryanda miaoershana Fu, Zheng & Huang, 2002
- Caryanda microdentata Fu, Huang & Zheng, 2006
- Caryanda modesta (Giglio-Tos, 1907)
- Caryanda neoelegans Otte, 1995
- Caryanda nigrolineata Liang, 1987
- Caryanda nigrovittata Lian & Zheng, 1989
- Caryanda obtusidentata Fu & Zheng, 2004
- Caryanda olivacea Willemse, 1955
- Caryanda omeiensis Chang, 1939
- Caryanda palawana (Ramme, 1941)
- Caryanda paravicina (Willemse, 1925)
- Caryanda pelioncerca Zheng & Jiang, 2002
- Caryanda pieli Chang, 1939
- Caryanda platycerca Willemse, 1924
- Caryanda platyvertica Yin, 1980
- Caryanda prominemargina Xie & Zheng, 1993
- Caryanda pulchra Brancsik, 1897
- Caryanda pumila Willemse, 1924
- Caryanda quadrata Bi & Xia, 1984
- Caryanda quadridenta Feng, Fu & Zheng, 2005
- Caryanda rufofemorata Ma & Zheng, 1992
- Caryanda sanguineoannulata Brunner von Wattenwyl, 1893
- Caryanda spuria (Stål, 1861)
- Caryanda tamdaoensis Storozhenko, 1992
- Caryanda tridentata Fu, Peng & Zhu, 1994
- Caryanda triodonta Fu & Zheng, 1994
- Caryanda triodontoides Meng & Xi, 2008
- Caryanda virida Ma, Guo & Zheng, 2000
- Caryanda vittata Li & Jin, 1984
- Caryanda wulingshana Fu & Zheng, 1994
- Caryanda xuefengshanensis Fu & Zheng, 2002
- Caryanda yangmingshana Fu & Zheng, 2003
- Caryanda yuanbaoshanensis Li, Lu & Jiang, 1995
- Caryanda yunnana Zheng, 1981
- Caryanda zhejiangensis Wang & Zheng, 2000